# Павлина Горчева
Павлина Горчева е българска народна певица, изпълнителка на песни от Граовския край (Шопска фолклорна област).

## Биография
Родена е на 22 април 1938 г. в Перник.
Павлина Горчева отдавна си е извоювала име на ревностен пропагандатор и оригинален изпълнител на граовските народни песни.
Още от малка започва да пее и постепенно това става смисъл на нейния живот, а по-късно и професия.
Чрез конкурс постъпва в Ансамбъла за народни песни на Българското радио (едва 16-годишна). По-късно хорът се отделя под името „Мистерията на българските гласове“.
| „ | Обичам песните на моя край и най-голямата ми радост е да ги пея пред тези, които ги харесват и разбират | “ |

 – казва тя.
Многобройни са записите и концертите, в които е участвала в България и в много страни по света.
Павлина Горчева е известна и с дуетите си със Стоянка Бонева и Олга Борисова. Прави записи с трио „Граовци“ – заедно с братя Митеви, създава и квартет „Западни покрайнини“. Последните си години като професионална певица отдава на хор „Космически гласове“.
Умира на 15 април 2020 година в София.